# روي بيركنز
روي بيركنز (بالإنجليزية: Roy Perkins)‏ هو سباح أمريكي، ولد في 9 مايو 1990 في واشنطن العاصمة في الولايات المتحدة.

## روابط خارجية
- روي بيركنز على موقع Paralympic.org (الإنجليزية)
- روي بيركنز على موقع اللجنة الأولمبية والبارالمبية الأمريكية (الإنجليزية)